# SpongeBob SquarePants: Underpants Slam
«SpongeBob SquarePants: Underpants Slam» — видеоигра-головоломка по мультсериалу «Губка Боб Квадратные Штаны», изданная компанией «THQ» в конце 2007 года только для Xbox Live Arcade.

## Сюжет
Шторм сорвал перевозку нижнего белья Царя Нептуна, раскидав бельё по всему океану. В связи с этим Нептун призвал своих подданных собрать всё утраченное нижнее бельё, обещая при этом награду тому, кто соберёт больше.

### Геймплей
Игроки проходят 10 уровней, собирая на каждом по 99 пар нижнего белья. В игре можно играть за Губку Боба, Патрика, Мистера Крабса, Сэнди и Планктона.
Уровни заполнены медузами, которые могут своровать нижнее бельё. Для того, чтобы отобрать бельё у медузы, нужно ударить её. Однако, если вы не ударите в нужный момент, то медуза поразит игрока электрическим током. Большая часть нижнего белья разбросана по всему уровню, но часть спрятана в объектах, которые можно разрушить — например, коробки и трубы. В ходе игры могут быть применены такие бонусы, как магнит, притягивающий близлежащее нижнее бельё.

## Отзывы
Игра получила смешанные и негативные отзывы от игроков из-за запутанного дизайна уровней. На сайте Metacritic игра имеет 55 баллов, а на сайте GamesRadar имеет оценку 3,5/5.